# Ei Gyotoku
Ei Gyotoku (japanisch 行徳 瑛 Gyotoku Ei; * 17. Dezember 2004 in der Präfektur Shizuoka) ist ein japanischer Fußballspieler.

## Karriere
Ei Gyotoku erlernte das Fußballspielen in der Schulmannschaft der Shizuoka Gakuen High School. Seinen ersten Vertrag unterschrieb er am 1. Februar 2023 bei Nagoya Grampus. Der Verein aus Nagoya spielte in der ersten Liga, der J1 League. Anfang Juli 2024 wechselte er auf Leihbasis zum Drittligisten AC Nagano Parceiro. Sein Drittligadebüt für den Verein aus Nagano gab er am 14. September 2024 (28. Spieltag) im Heimspiel gegen den Nara Club. Bei dem 1:1-Unentschieden stand er in der Startelf und spielte die kompletten 90 Minuten.

## Sonstiges
Ei Gyotoku ist der Sohn von Kōji Gyōtoku.